# ووزنسنسکویه (استان آرخانگلسک)
ووزنسنسکویه (به لاتین: Voznesenskoye) یک منطقهٔ مسکونی در روسیه است که در استان آرخانگلسک واقع شده‌است.